# Armenia Inferior

Regatul Armenia vasal Imperiului Roman, anii 50 AD.

Armenia Inferior se poate referi la un regat antic sau la o provincie romană.
Armenia Inferior sau Armenia Minor a fost o provincie romană din anul 114 când împărat roman era Traian, dar Imperiul roman a abandonat provincia patru ani mai târziu, în 118, când Armenia a devenit un regat vasal. 